# Heliga stolens egendomar

Vatikanstaten

Heliga stolens egendomar regleras genom Lateranfördraget) mellan påven Pius XI och konungariket Italien 1929. Genom konkordatet åtnjuter en del av Heliga stolens egendomar på italiensk mark immunitet (extraterritorial authority),) liknande utländska ambassader.
Heliga stolen, som icke-statlig auktoritet, saknar eget territorium men påven är furste över Vatikanstaten och ledare för Heliga stolen som Romersk-katolska kyrkans högste ledare. Som sådan erkänns den internationell ändå som en suverän entitet som företräder Vatikanstaten och har diplomatiska relationer) med 176 stater, däribland Sverige.
Heliga stolens egendomar omfattar 28 områden (varav 23 inom staden Rom och 5 utanför staden). 1980 upptogs dessa egendomar på Unescos lista över världsarv.

## Utanför Vatikanstaten men i staden Rom

Extraterritoriella egendomar i Castel Gandolfo:
1. Påvepalatset med tillhörande trädgård
2. Villa Cybos trädgård
3. Villa Barberini, trädgårdar och jordbruksområde
4. Oliveto ex-Bacelli
5. Kyrkan San Tommaso da Villanova

### Extraterritoriella egendomar
- Lateranbasilikan
- Basilikan Santa Maria Maggiore (Basilica di Santa Maria Maggiore)
- Basilikan San Paolo fuori le Mura (Basilica di San Paolo fuori le Mura) (komplexet omfattar även benediktinska klostret, påvliga San Paolos oratorium och Pontificio Collegio Beda).
- Lateranpalatset, Lateranuniversitetet med annex,
- Palazzo San Callisto – Påvliga rådet Cor Unums hemvist.
- Specifika byggnader på Janiculum: Urbanianauniversitetet, Nordamerikanska kollegiet och sjukhuset Bambino Gesù.
- Palazzo della Cancelleria, beläget mellan Corso Vittorio Emanuele II och Campo dei Fiori.
- Palazzo di Propaganda Fide (palatset för Kongregationen för folkens evangelisering) vid Piazza di Spagna.
- Palazzo del Sant'Uffizio – Troskongregationens byggnad vid Piazza del Sant'Uffizio intill Peterskyrkan.
- Kongregationen för de orientaliska kyrkornas palats (tidigare Convertendipalatset vid Piazza Scossacavalli), vid Via della Conciliazione (Rione Borgo)
- Vicariatopalatset (även kallat Palazzo Mattei Mascerotti) vid Via della Pigna utanför Corso Vittorio Emanuele II nära Piazza del Gesù
- Pontifical Minor Roman Seminary
- Campo Santo Teutonico
- Större delen av Paulus VI:s audienshall (talarstolen med den påvliga tronen ligger på Vatikanens territorium)
- Området Santa Maria di Galeria, där Vatikanradions antenn är placerad. Området överlät Italien till Vatikanstaten i en överenskommelse 1951.

### Före detta extraterritoriella egendomar
- Palazzo della Datarìa nära Quirinalpalatset (ej längre Vatikanstatens egendom; utbytt mot Palazzo Pio)[5]

### Övriga egendomar i Rom
- Heliga apostlarnas palats vid Basilica dei Santi Apostoli.
- Palatset vid kyrkan San Carlo ai Catinari
- Collegio Bellarmino vid Via del Seminario nära kyrkan Sant'Ignazio.
- Arkeologiska institutet, Pontificium Institutum Orientalium, Collegium Lombardium och Collegium Russicum vid Piazza Santa Maria Maggiore.
- Sant'Apollinares två palats mellan Piazza Sant'Apollinare och Via della Scrofa.
- Santi Giovanni e Paolo, inklusive Neros nymfeum på kullen Caelius.

## Utanför staden Rom

### Extraterritoriella egendomar
- Palazzo Apostolico di Castel Gandolfo, Villa Cybos trädgårdar, Villa Barberini samt tillhörande trädgårdar, sommaregendomen Pontificio Collegio Urbano di Propaganda Fide och den påvliga gården mellan städerna Castel Gandolfo och Albano Laziale (cirka 55 hektar stor).

### Övriga egendomar i Italien
- Heliga husets basilika (Santa Casa) i Loreto, provinsen Ancona.
- Sankt Franciskus basilika i Assisi, provinsen Perugia.
- Sant'Antonio di Padova i Padua, provinsen Padua.

Fördraget Grundläggande enighet mellan Heliga stolen och staten Israel, signerat 1993, ger Vatikanstaten egendomsrättigheter och skattemässiga undantag på olika kristna heliga platser i Israel. Avtalet kom dock aldrig slutföras på grund av diplomatiska problem mellan Vatikanen och Israel.